# Dolenje Kamenje
Dolenje Kamenje je naselje v Občini Novo mesto.